# 阿斯特利格林煤礦博物館
阿斯特利格林煤礦博物館（英語：Astley Green Colliery Museum）是由 Red Rose Steam Society 在英格兰大曼彻斯特郡的 Astley（靠近 Tyldesley）经营的博物馆。（格網參考 SJ70509996）在成为博物馆之前，该地点是一座从 1912 年到 1970 年生产煤炭的工作矿井；现在被保护为在冊古蹟。 该博物馆占地 15-英畝（6-公頃），位于 Bridgewater 运河旁边，是兰开夏煤田上唯一幸存的井架和发动机房。

## 历史
阿斯特利格林煤礦开采了曼彻斯特 煤田下深的煤层，位于 Chat Moss 被称为的泥炭沼泽地下，由于 19 世纪末和 20 世纪初对煤炭的高需求以及 Irwell Valley 煤炭供应的枯竭而推动了煤炭的开采。皮爾金頓集團股份的子公司 Clifton and Kersley Coal Company 于 1908 年开始进行井筒的打钻，矿井于 1912 年开始生产。 1928 年，该煤矿与其他当地煤矿合并成为 Manchester Collieries。 在煤炭行业于 1947 年国有化时，该矿进行了现代化改造。阿斯特利格林煤礦在1970 年关闭，随后作为博物馆向公众开放。

## 博物館

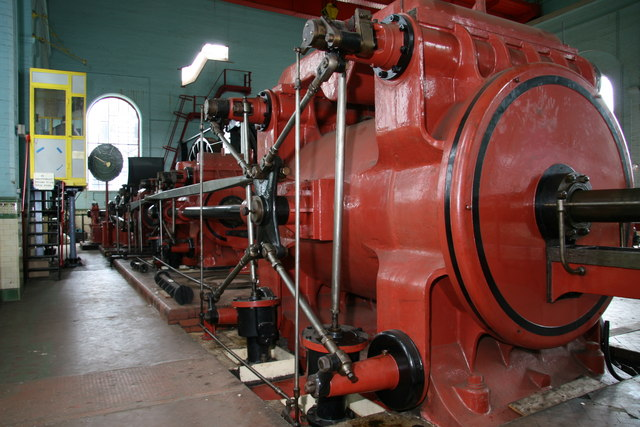
阿斯特利格林煤礦的繞線發動機

阿斯特利格林煤礦拥有兰开夏煤田上唯一幸存的井架和发动机房。 井架由锻铁格栅梁和铆接板构成。 顶部有两个大轮和一个小轮。 它高达 30（98英尺），由位于 Stockton-on-Tees 的 Head Wrightson 公司建造，并于 1912 年完工。 在绕线室内，有一台由布力般的 Yates and Thom 公司制造的双串联复式蒸汽机，他们供应了 16 台兰开夏锅炉。 其发动机房内拥有煤田上使用的最大蒸汽绕线机。这台 3,300 马力的双串联复式蒸汽机由布力般的 Yates & Thom 公司制造。

## 鐵路
截至2019年夏季，博物館的義工們已經修復和重新建造了一段大約200米的鐵路軌道。目前已經有個火車頭正常運行，另一部機車將進行必要的維修，然後才能在鐵路上開始客運服務。